# Argiacris rehni
Argiacris rehni är en insektsart som beskrevs av Morgan Hebard 1918. Argiacris rehni ingår i släktet Argiacris och familjen gräshoppor. Inga underarter finns listade i Catalogue of Life.